# Obecní dům
Obecní dům (původním názvem Obecní dům Král. hl. města Prahy, nazývaný též např. Obecní dům u Prašné brány nebo Reprezentační dům hlavního města Prahy) čp. 1090 je jedna z nejznámějších secesních staveb v Praze. Stojí na náměstí Republiky (or. č. 5), v sousedství Prašné brány naproti domu U Hybernů. Slouží především reprezentačním účelům a kulturním akcím (koncerty, výstavy).

## Historie

### Místo a původní budovy (14.–19. století)
Na místě dnešního Obecního domu stála původně rezidence českých králů, Králův dvůr. Tento komplex nechal vybudovat kolem roku 1380 Václav IV. jako své sídlo, a poté dvůr ještě sloužil jako sídlo panovníků v letech 1383–1484. Kromě paláce zahrnoval i domy pro dvořany, lázně, lvinec a zahradu. Po Václavu IV. zde sídlil jeho bratr Zikmund Lucemburský, jeho zeť Albrecht II. Habsburský, Ladislav Pohrobek, Jiří z Poděbrad a Vladislav Jagellonský, který ze Starého Města přesídlil zpět na Pražský hrad.
Do dnešní doby se z Královského paláce zachoval jen název přilehlé ulice Královodvorská a průchod do Prašné brány v Celetné ulici. Protože z Královského paláce vycházely korunovační průvody českých králů, nachází se Obecní dům vlastně na počátku tzv. Královské cesty. Areál byl později využíván k různým účelům, když byl využíván jako seminář, byl v areálu také postaven kostel svatého Vojtěcha. V letech 1902–1903 byly všechny budovy v areálu včetně kostela zbořeny.

### Vznik a recepce (přelom 19. a 20. století)
Obecní dům vznikal v době vrcholného národnostního česko-německého soupeření. Byl proto od počátku silně politickým projektem. Dům měl symbolizovat politickou a kulturní dominanci Čechů a Slovanství v hlavním městě – a to přímo Na Příkopech (Am Graben), kterým tradičně dominovaly domy a podniky českých Němců. Impulsem pro stavbu byly plány pražských Němců na výstavbu tzv. Německého kasina v Praze, které mělo sloužit jako německý spolkový dům.
Odpůrci projektu byli ze dvou skupin: první chtěli na místě novostavbu druhého českého divadla – druzí považovali náklady stavby za příliš vysoké. Z úsporných důvodů proto budova nemohla mít kamenný plášť. Přesto, že se jednalo o nacionalistickou stavbu, zvolili architekti styl stavby ve stylu mezinárodního barokně-renesančního eklekticismu, typickém na tehdy módních světových výstavách. Tato architektonická „nečeskost” a absence české neorenesance byla kritizována. Český styl tak budově daly až secesní dekorace.
S výkopy základů se počalo 21. srpna 1905, první části byly dány pro provozu v roce 1909 a celý dům byl slavnostně otevřen 16. prosince 1912. Stavba se oproti původnímu předpokladu protáhla a rozpočet narostl na dvojnásobek.
V době svého otevření byl dům zvláště mladšími architekty (Novotný, Janák, Engel) kritizována jako zastaralá a nabubřelá. V časopise Styl byla dokonce pro kritiky domu zřízena stálá rubrika. Reakce veřejnosti byly smíšené. Pro srovnání, ve stejné době vznikal už výrazně modernější kubistický Dům U Černé Matky Boží.
Obecní dům vstoupil do historie československé státnosti 28. října 1918, když zde byla vyhlášena samostatnost Československa.

### Poválečný vývoj a současnost (po roce 1945)
V roce 1948 byl dům komunistickým režimem znárodněn. Naopak v listopadu 1989 zde proběhla první setkání dosavadní komunistické vlády s představiteli Občanského fóra v čele s Václavem Havlem. Dům prošel rozsáhlou rekonstrukcí v letech 1994–1997 s nákladem 2 mld. Kč.

## Architektura

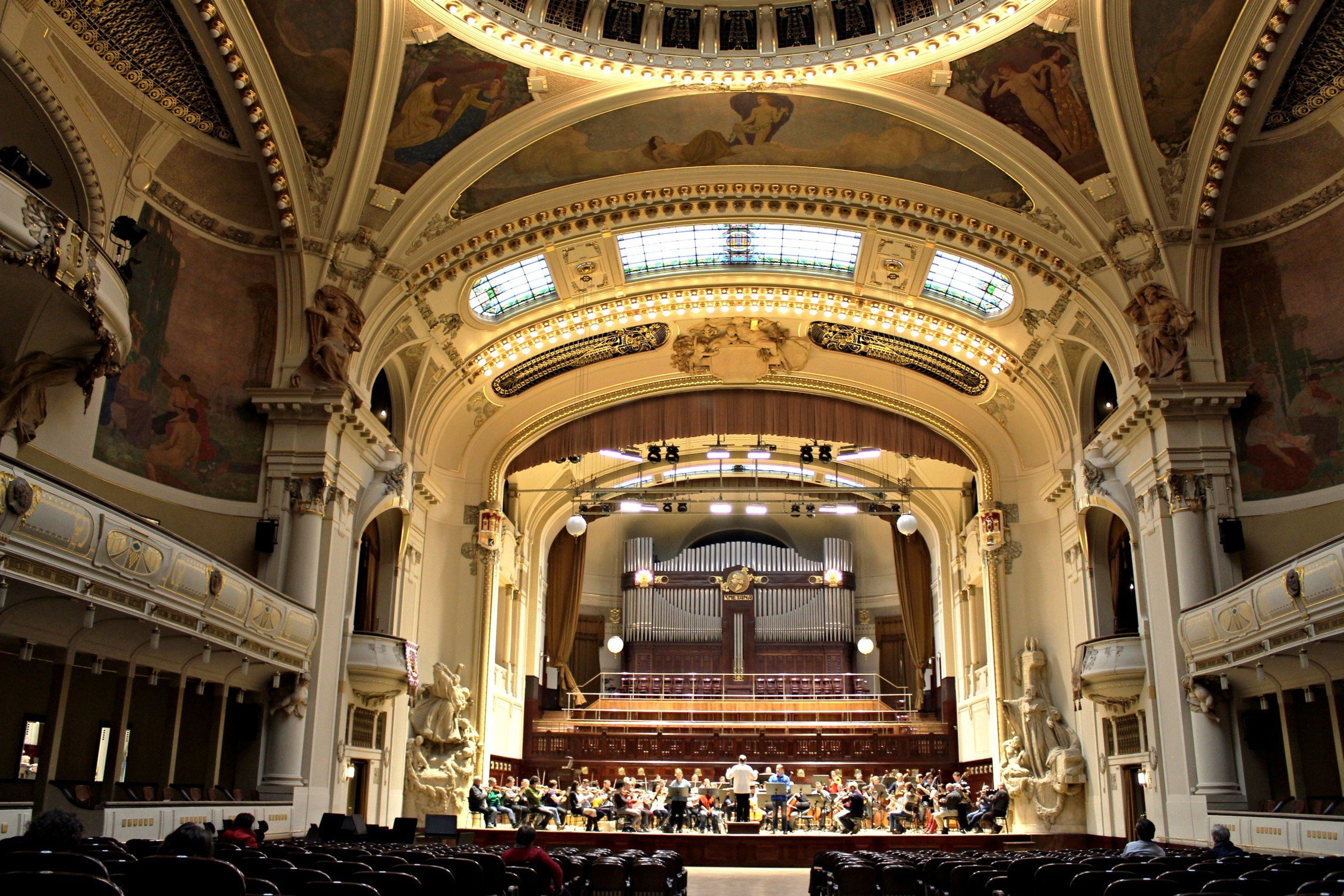
Smetanova síň Obecního domu

Obecní dům byl vystavěn v letech 1905–1912 na základě vítězství v architektonické soutěži podle plánů architektů Antonína Balšánka a Osvalda Polívky. Na jeho výzdobě se podíleli nejvýznamnější čeští malíři a sochaři počátku 20. století: Mikoláš Aleš, Max Švabinský, František Ženíšek, Ladislav Šaloun, Karel Novák, Josef Mařatka, Josef Václav Myslbek, Alfons Mucha a Jan Preisler. Průčelí dominuje půlkruhová mozaika sestavená podle kresby Karla Špillara.

### Interiér
Jeho interiér zahrnuje několik sálů, z nichž největší je Smetanova síň sloužící jako koncertní sál pro cca 1200 posluchačů; pořádají se zde především koncerty Symfonického orchestru hl. m. Prahy FOK, dále pak festivalu Pražské jaro, varhanní koncerty aj. 
Dalšími sály v prvním patře jsou Grégrův sál s výmalbou Františka Ženíška, Palackého sál s výzdobou Jana Preislera, Primátorský sál s výmalbou od Alfonse Muchy, Riegrův sál s výmalbou Maxe Švabinského a Sladkovského sál s krajinomalbou Josefa Ullmanna. Dalšími prostory jsou Dirigentský salonek, Cukrárna, Slovácký salonek, Salonek Boženy Němcové a Orientální salonek.
V druhém patře jsou výstavní sály, mj. Hollarův sál, Dirigentské apartmá, Český klub a další prostory.
V přízemí je mj. kavárna a Francouzská restaurace podle návrhu Osvalda Polívky. V suterénu pak Americký bar s obrazy Mikoláše Aleše, Plzeňská lidová restaurace a vinárna. Poblíž hlavního vchodu je v provozu informační středisko.

## Okolí
V okolí Obecního domu se nacházejí další významné objekty:
- Dům U Hybernů s divadlem Hybernia
- Věžníkovský palác (dnes hotel Kempinski)
- Swéerts-Šporkův palác
- Palác Losyů z Losinthalu (Lidový dům)
- Masarykovo nádraží

## Galerie

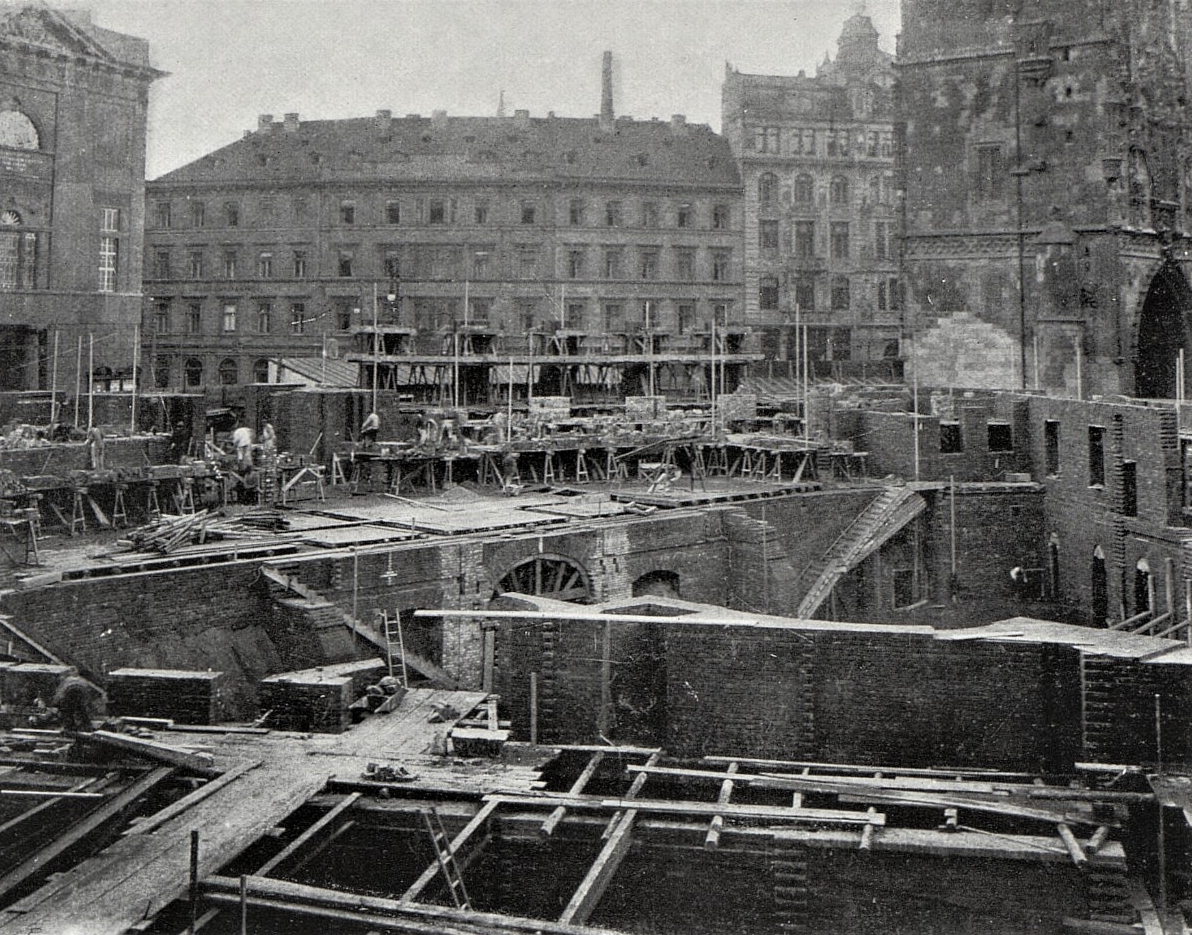
Stavba Obecního domu, 1906 (vlevo U Hybernů, vpravo Prašná brána)
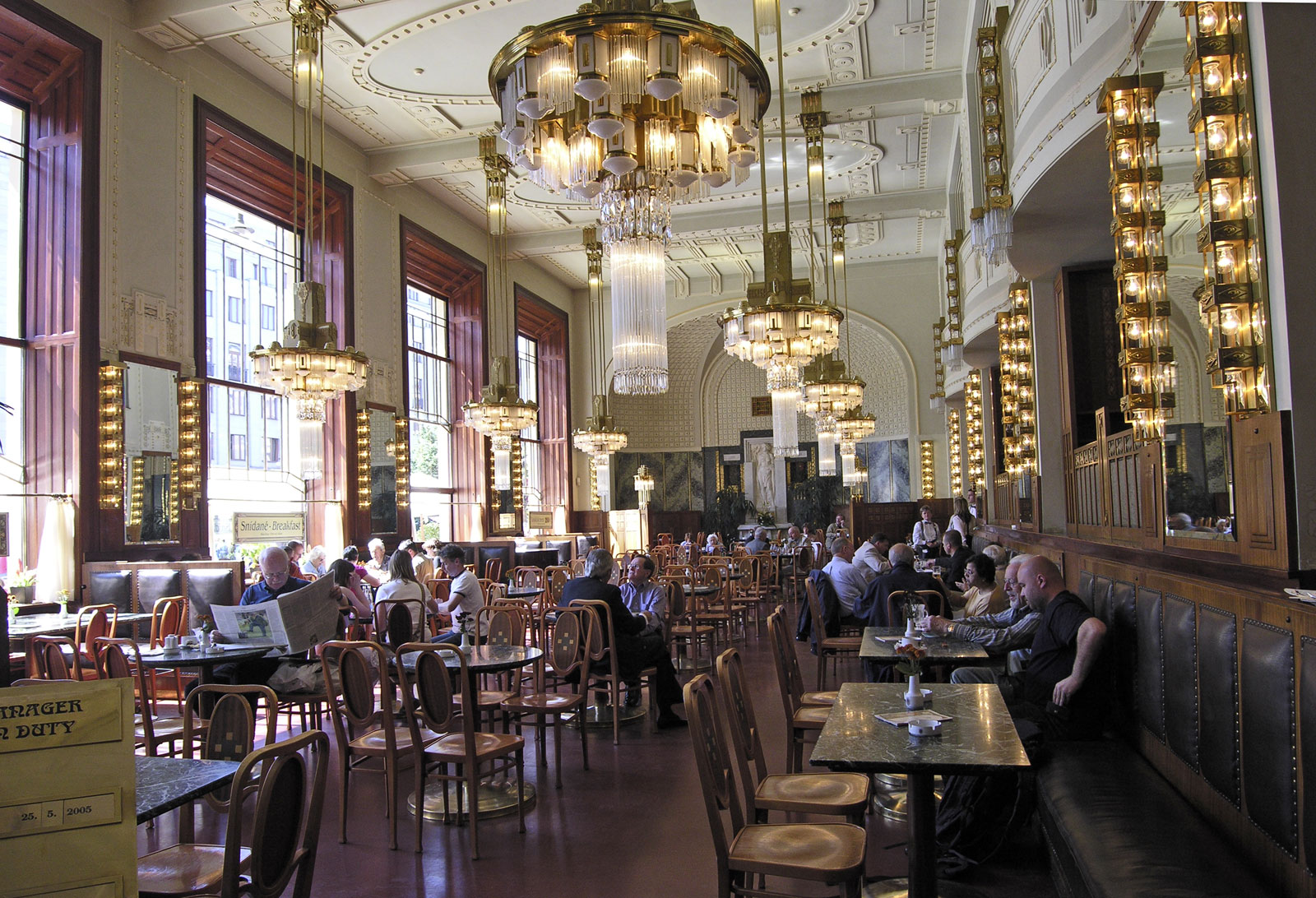
Kavárna v přízemí Obecního domu
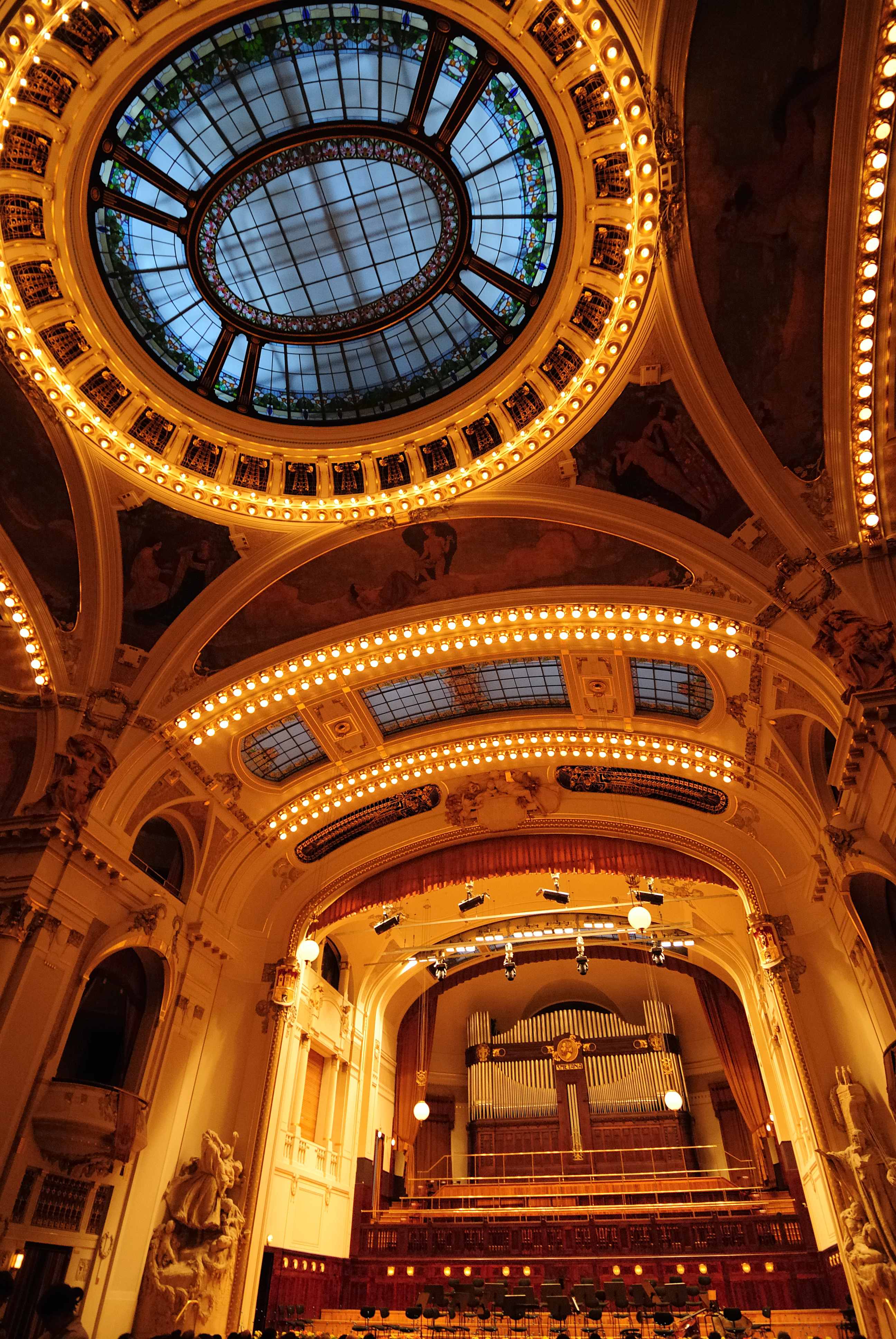
Skelet